# Vlachnovice
Vlachnovice (německy Wlachnowitz) jsou vesnička, část obce Jílovice v okrese České Budějovice v Jihočeském kraji. Leží na místní komunikaci mezi Jílovicemi a Lhotou. V roce 2011 zde trvale žilo dvacet obyvatel. Nachází se zde množství chat a chalup, dále několik rybníků, z nichž je největší Vlachnovický rybník.

## Historie
První písemná zmínka o vesnici pochází z roku 1370.

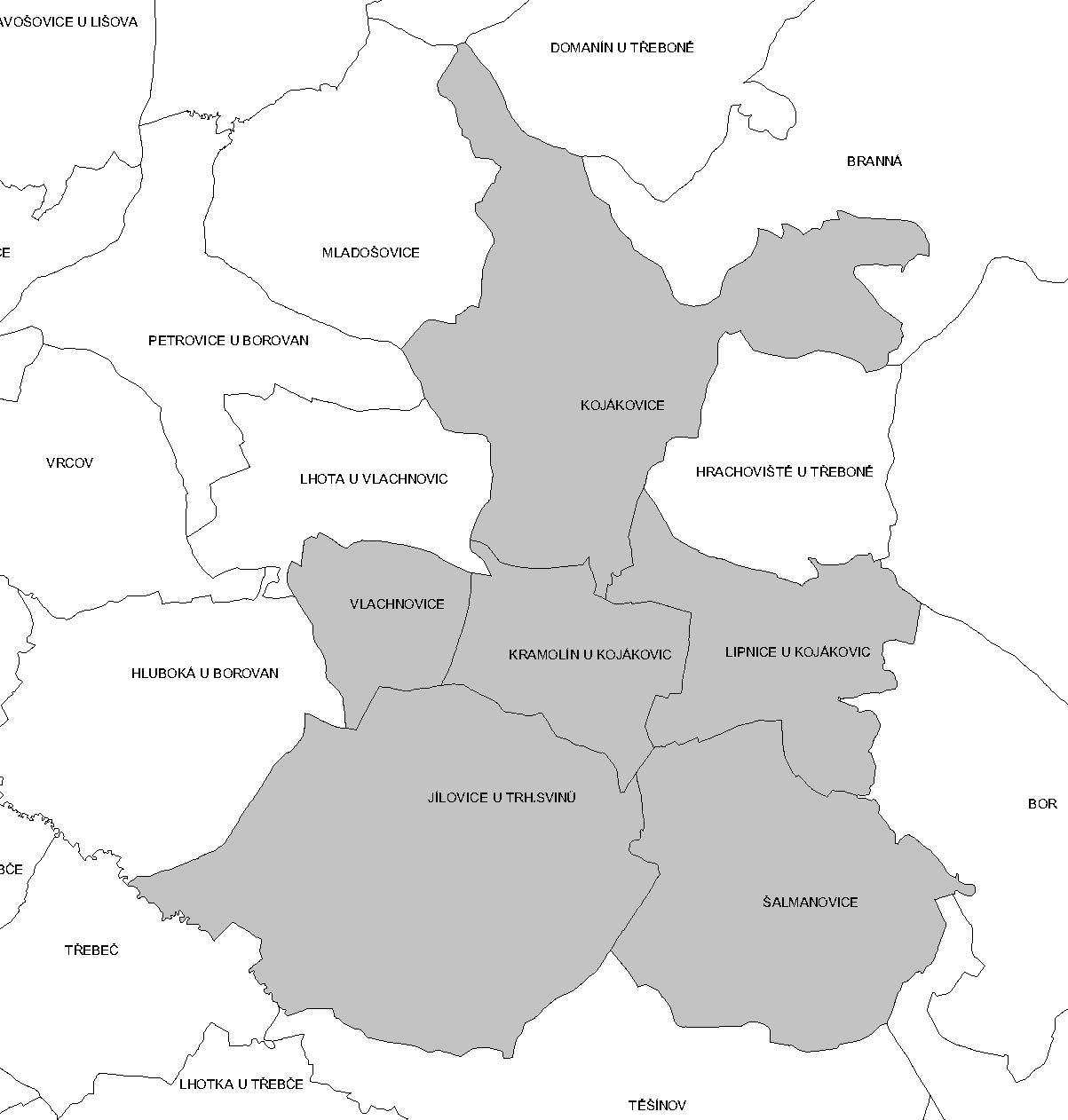
Katastrální členění Jílovic

Vesnice existovala již ve 14. století, kdy patřila pánům z Vlachnovic. V 19. století se zde těžila železná ruda pro hamr ve Františkově. V meziválečném období zde žilo až 80 obyvatel.
Veřejná doprava do Vlachnovic nezajíždí, nejbližší autobusové zastávky jsou v Jílovicích (4 km) a ve Lhotě (3 km), nejbližší železniční stanice je Hluboká u Borovan nebo (4 km) Jílovice-nádraží (5 km).

## Obyvatelstvo
| Rok            | 1869 | 1880 | 1890 | 1900 | 1910 | 1921 | 1930 | 1950 | 1961 | 1970 | 1980 | 1991 | 2001 | 2011 | 2021 |
| -------------- | ---- | ---- | ---- | ---- | ---- | ---- | ---- | ---- | ---- | ---- | ---- | ---- | ---- | ---- | ---- |
| Počet obyvatel | 95   | 98   | 110  | 99   | 101  | 89   | 69   | 39   | 53   | 26   | 13   | 12   | 8    | 20   | 23   |
| Počet domů     | 17   | 19   | 19   | 18   | 18   | 20   | 21   | 19   | 11   | 9    | 6    | 16   | 17   | 20   | 19   |

## Obecní správa
Při sčítání lidu v letech 1850–1868 Vlachnovice byly osadou obce Lhota v okrese Třeboň. V letech 1868–1873 byly osadou obce Petrovice v okrese Třeboň. V letech 1873–1921 byly znovu osadou obce Lhota v okrese Třeboň. V letech 1921–1975 byly samostatnou obcí, se kterým patřily nejprve do okresu Třeboň, ale v roce 1950 v okrese Trhové Sviny a od roku 1960 v okrese České Budějovice. Od 1. ledna 1976 jsou částí obce Jílovice v okrese České Budějovice. Od 1. ledna 1953 do 31. prosince 1975 k obci patřila Lhota.

## Zajímavosti
- Vedle cesty z Jílovic se nachází zrušený hřbitov, dosud se zachovalo několik náhrobků
- Největší budovou ve vsi je tzv. Velký statek patřící rodině Pexů
- Okolní, převážně soukromé lesy byly silně poškozeny sněhem v zimě roku 2006.

## Galerie

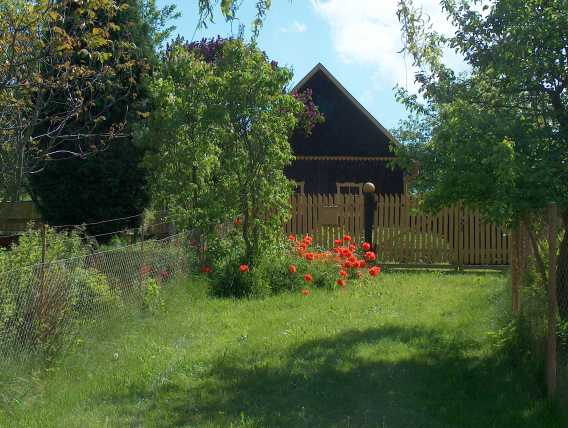
Chalupa ve Vlachnovicích
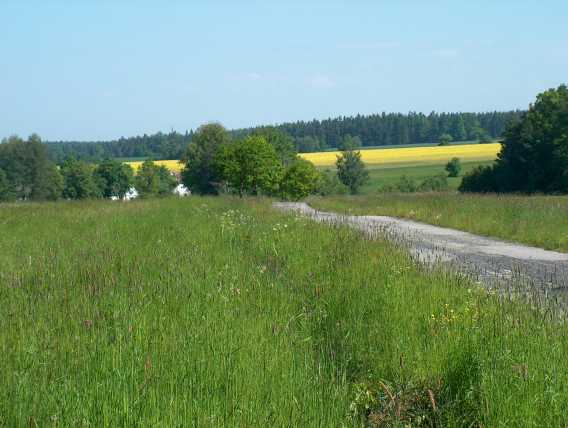
Příjezd od Jílovic
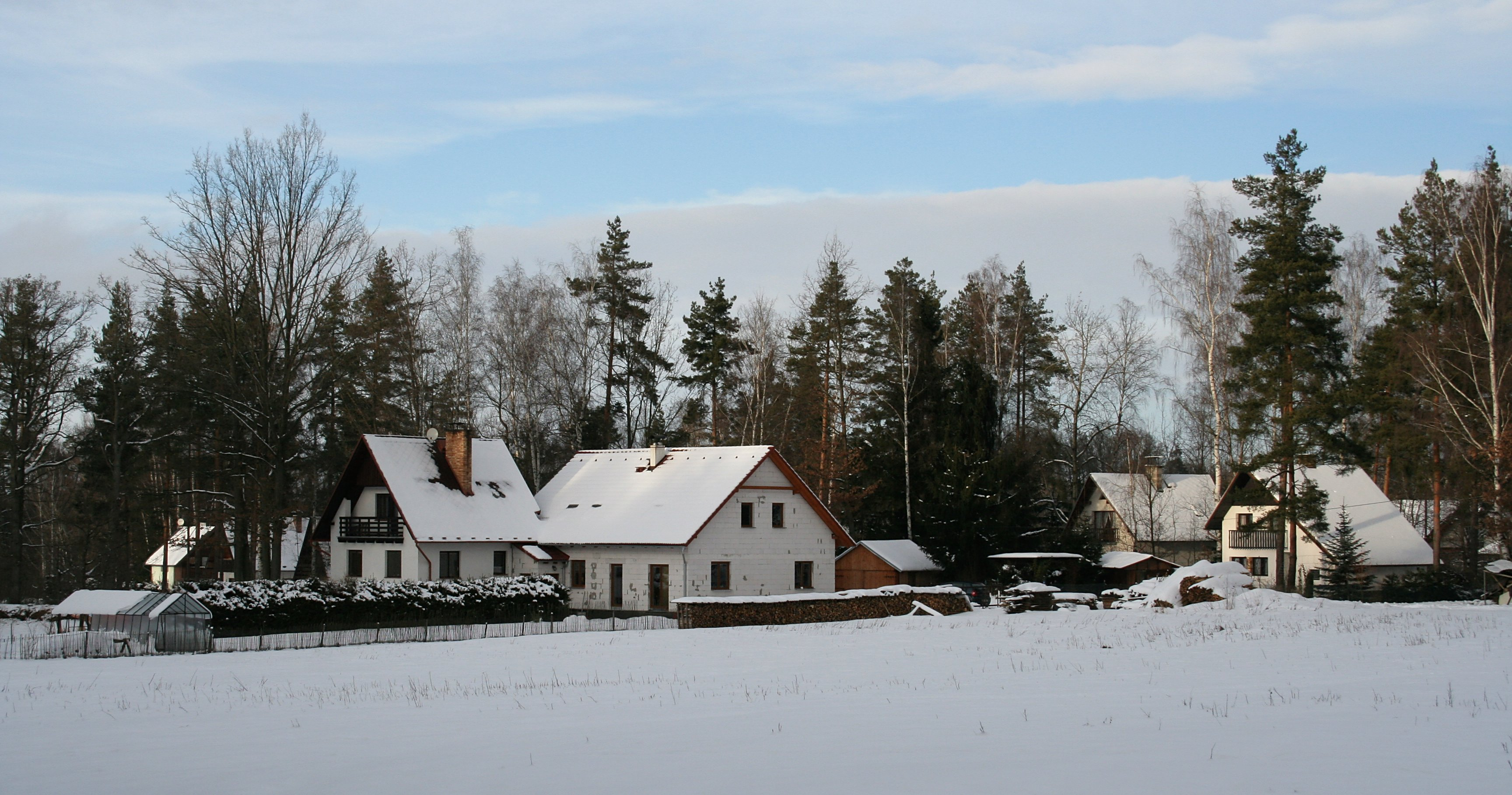
Chaty v zimě